# Lucas Oil Raceway at Indianapolis
Le Lucas Oil Raceway at Indianapolis (anciennement Indianapolis Raceway Park) est un ovale américain basé à Clermont dans l'Indiana. D'une longueur de 0,686 mile (1,1 km), il peut accueillir 30 000 spectateurs assis.

## Courses actuelles
- NASCAR Nationwide Series
- NASCAR Camping World Truck Series
- USF Pro 2000 Championship
- US F2000 National Championship